# Pleurisanthes flava
Pleurisanthes flava är en tvåhjärtbladig växtart som beskrevs av Noel Yvri Sandwith. Pleurisanthes flava ingår i släktet Pleurisanthes och familjen Icacinaceae. Inga underarter finns listade i Catalogue of Life.